# Žerotínský epitaf
Žerotínský epitaf je malovaný epitaf vytvořený okolo 1575, uložený ve sbírkách státního zámku Opočno (inv. č. OP02621, rejstř. č. MF 13393/36-5578).
Epitaf připomíná zemřelého syna Jana Jetřicha ze Žerotína a Barbory z Biberštejna. Barbora jako vdova po Vilémovi Trčkovi z Lípy zdědila Opočno. Epitaf zobrazuje interiér opočenského kostela, kde jsou manželé Barbara a Jan Jetřich vyobrazeni při důležitých událostech církevního protestantského života: při svatbě, při křtu dítěte (tedy zemřelého syna), při poslechu kázání (cyklem zřejmě provází duchovní Jakub Kunvaldský), konečně při přijímání a zpovědi. Epitaf vpravo na zdi zobrazuje původní umístění sebe samotného.
V katalogu Františka Horčičky colloredomansfeldských obrazových sbírek se nachází pod číslem 199, ve fideikomisním soupisu pod č. 108.

## Zajímavost
Jedna kopie se nachází na zámku v Moravské Třebové.